# 크리스 말라초스키
크리스 말라초스키(Chris Malachowsky, 1959년 5월 2일 ~ )는 미국의 전기공학자이자 억만장자 사업가이다. 1993년에 컴퓨터 그래픽스 회사인 엔비디아를 공동 설립한 것으로 유명하며, 엔지니어링 및 운영 부문 수석 부사장으로 재직하고 있다.

## 어린 시절과 교육
오션 타운십 오크허스트 지역에서 자란 말라초스키는 1976년 오션 타운십 고등학교를 졸업했다. 1983년 플로리다 대학교에서 전기공학 분야의 B.S. 학위를, 1986년 샌타클래라 대학교에서 M.S. 학위를 받았다.

## 경력
경력 초기에 휴렛 팩커드와 썬 마이크로시스템즈에서 근무했다. 썬 마이크로시스템즈에서 근무하는 동안 젠슨 황과 커티스 프림과 동료가 되었다. 1993년 4월, 이 세 명은 데니스 (기업)에서 회의를 하던 중 엔비디아를 구상했다. 엔비디아의 엔지니어링 및 운영 부문 수석 부사장이 되었다.

### 말라초스키 홀
2023년 11월, 플로리다 대학교에 데이터 과학 및 정보 기술을 위한 말라초스키 홀(Malachowsky Hall for Data Science & Information Technology)이 공식적으로 개관했다. 말라초스키는 UF가 "미국 대학이 소유하고 운영하는 가장 빠른 슈퍼컴퓨터"라고 주장하는 HiPerGator AI 개발에 2천 5백만 달러를 투자했다.

## 수상
2008년에 샌타클래라 대학교에서 뛰어난 졸업생상을 받았다. 2017년에는 플로리다 대학교 공과대학에서 뛰어난 졸업생상을 받았다. 2019년에 플로리다 발명가 명예의 전당에 헌액되었다.